# کلینتون‌دیل (نیویورک)
کلینتون‌دیل (به انگلیسی: Clintondale) یک منطقهٔ مسکونی در ایالات متحده آمریکا است که در شهرستان اولستر، نیویورک واقع شده‌است. کلینتون‌دیل ۱۴٫۵ کیلومتر مربع مساحت و ۱٬۴۵۲ نفر جمعیت دارد و ۱۶۶ متر بالاتر از سطح دریا واقع شده‌است.